# Altlasten in den Meeren
Der Begriff Altlasten in den Meeren steht für eine Form der Verschmutzung der Meere, die sich auf lokale oder regionale Ansammlungen von Gefahren- oder Schadstoffen in den Meeren der Erde bezieht, welche in der Vergangenheit in größeren Mengen in diese Gewässer verbracht oder in diese entsorgt wurden. Diese Stoffe belasten die maritimen Ökosysteme der Erde. Teile der Meeres-Erdkruste weisen von Menschen bewirkte gesundheits- oder umweltschädliche Veränderungen im Bereich ihrer obersten Schicht am Meeresboden und an den biogenen Riffformationen auf, wodurch eine durch Normen der Wissenschaft fundierte Mindestqualität nicht mehr gegeben ist. Davon ist insbesondere die maritime Tier- und Pflanzenwelt betroffen, die am Meeresgrund lebt, allen voran Mikroorganismen und Lebewesen, die sich von solchen ernähren. In besonderen Fällen können diese Altlasten auch eine Gefahr für Menschenleben oder für die Seefahrt darstellen.

## Munition

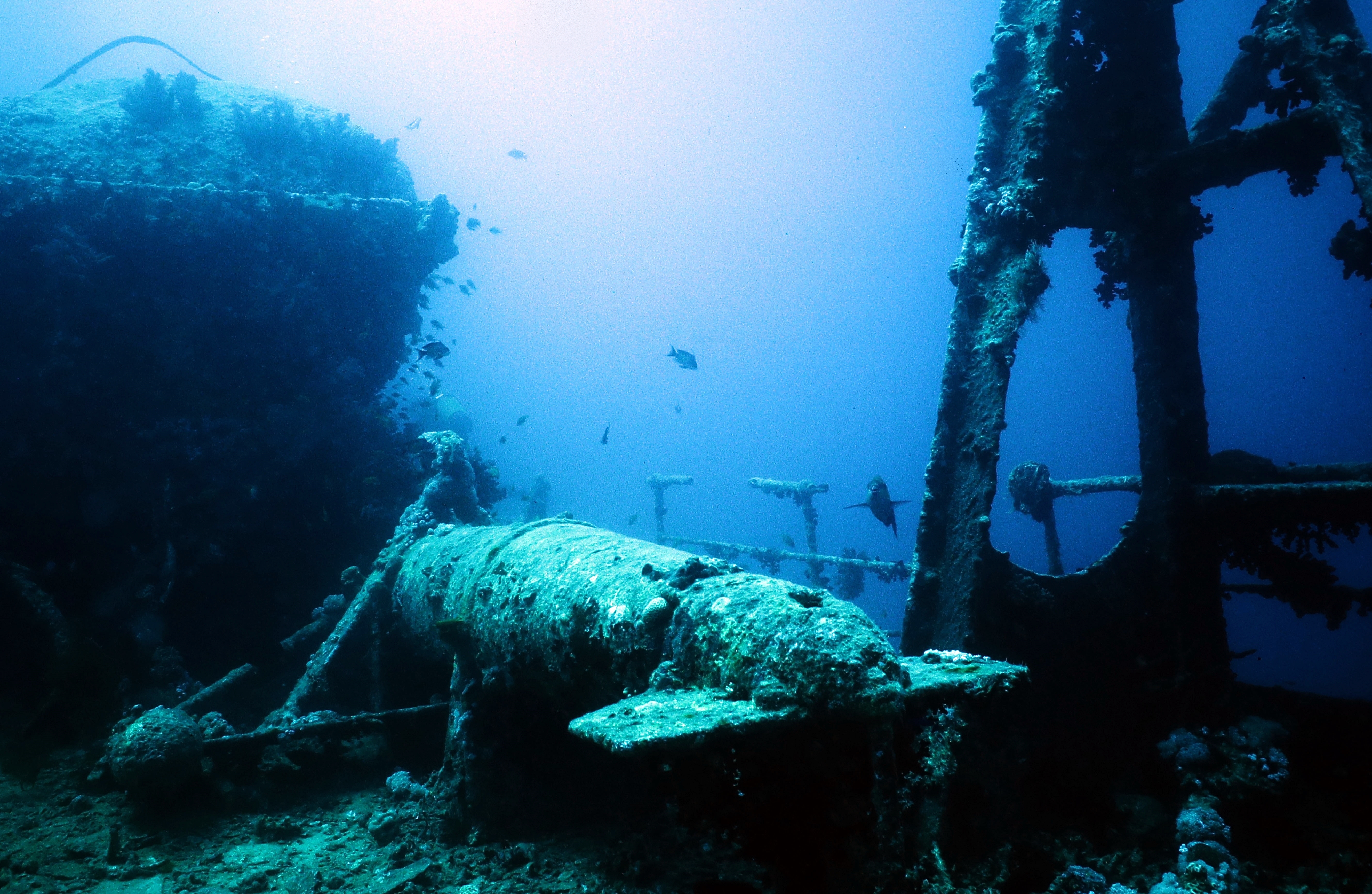
Torpedo auf dem 1941 gesunkenen Frachtschiff Thistlegorm im nördlichen Roten Meer

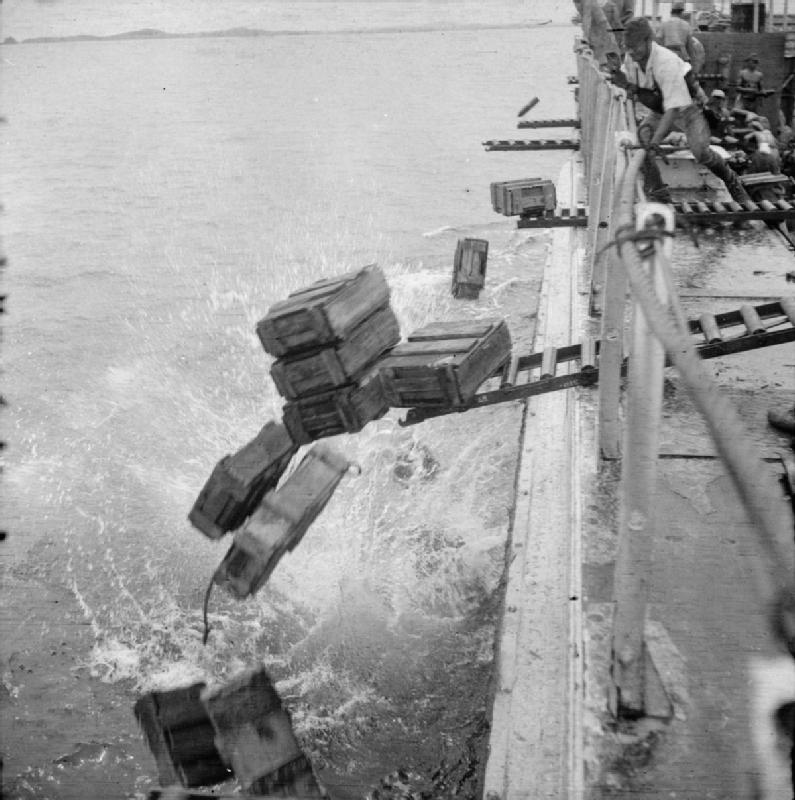
Versenkung japanischer Munition in Singapur (1946)

Auf dem Meeresgrund liegt tonnenweise konventionelle und chemische Munition. Dorthin gerät sie bei Seeschlachten oder Manövern oder sie befindet sich an Bord gesunkener Schiffe. Darüber hinaus gelangt sie durch Verklappung ins Meer. Im Laufe der Zeit treten dann durch Korrosion der Hülle Schadstoffe aus der Munition aus, die sich im Meerwasser und am Meeresgrund verteilen. Häufig bleibt die Munition zudem über längere Zeit explosiv. Erdbebenmessgeräte registrieren regelmäßig Detonationen im Meer, die von explodierter Munition stammen.

### Nord- und Ostsee
Zwischen 400.000 und 1,3 Millionen Tonnen konventioneller Munition wurden nach Schätzungen des NABU im Jahr 2008 als gefährliches Erbe zweier Weltkriege am Grund von Nord- und Ostsee vermutet. Eine neuere Aufstellung des Energie- und Umweltministeriums in Schleswig-Holstein weist im Bericht Munitionsbelastung der deutschen Meeresgewässer – Bestandsaufnahme und Empfehlungen – Stand 2021 allein für die in Deutschland liegenden Munitionsversenkungsgebiete und belasteten Flächen weit höhere Zahlen aus. Die Schätzung für konventionelle Munition wird allerdings als wenig belastbar angesehen, wohingegen die Belastung mit chemischen Kampfmitteln genauer bekannt ist. Demnach sind es für den Bereich der deutschen Nordseeküste sogar 1,3 Mio. Tonnen und für den Bereich der deutschen Ostseeküste 300.000 Tonnen konventioneller Munition in 7 Munitionsversenkungsgebieten in der Nordsee und 8 in der Ostsee, beispielsweise in der Neustädter Bucht. Weitere 21 Flächen im deutschen Teil der Nordsee sowie 50 munitionsbelastete Flächen und 21 Verdachtsflächen in der Ostsee kommen hinzu. Davon betroffen sind auch die deutschen Wattflächen. Kampfmittel, konventionelle Munition und Waffen wurden unter anderem in Form von Granaten, Bomben, Minen, Panzerfäusten und Patronen in großer Menge nach dem Zweiten Weltkrieg im Meer versenkt. Auszugehen ist von insgesamt 18 Munitionsversenkungsgebieten (MVG) in den Küstengewässern von Nord- und Ostsee. Die Gesamtmenge der Munition ist unbekannt. Ein Teil solcher Munition wurde bereits geborgen, besonders in den 1950er und 1960er Jahren. Im Zuge der Errichtung von Offshore-Windparks sowie der Verlegung von Kabeln durch das Meer sind in jüngster Zeit Bergungen und Sprengungen von Munitionsstücken immer dann vorgenommen worden, wenn diese entsprechenden Bauvorhaben im Wege gestanden haben.
In den an Dänemark grenzenden dänischen Hoheitsgewässern im südlichen Ausgang des Kleinen Belt lag ein größeres Munitionsversenkungsgebiet (MVG), aus welchem eine Teilmenge von 1.000 t Tabungranaten 1959 und 1960 geborgen und anschließend im Golf von Biscaya erneut versenkt wurde.
In der schleswig-holsteinischen Nordsee wurden südlich der Insel Helgoland rund 6000 Granaten aus dem Zweiten Weltkrieg versenkt (90 t im Helgoländer Loch), die ursprünglich mit dem Kampfstoff Tabun befüllt waren. Eine Bergung dieser Munition ist nach eingehender Prüfung durch Experten vom Land Schleswig-Holstein verworfen worden, da diese mit einem erheblichen Risiko für die Gesundheit der Bergungskräfte verbunden wäre und eine unmittelbare Gefahr für unbeteiligte Personen oder die Umwelt aufgrund der schnellen chemischen Umsetzungs- sowie Verdünnungsprozesse im Meerwasser nicht zu erwarten ist. Möglicherweise wurde ein Teil der Munition auch schon auf Fahrten zu MVGs über Bord gegeben und liegt daher verstreut.
Im angrenzenden europäischen Nordmeer versenkte die Britische Marine nach den Weltkriegen Munition und chemische Kampfstoffe im Meer. Die genaue Menge und Aufteilung ist unbekannt, sicher ist jedoch, dass ein – vermutlich kleinerer – Teil im Nordmeer landete. Im Bereich des Umweltschutzes fällt das Europäische Nordmeer vor allem in den Bereich des OSPAR-Übereinkommens.

### Umweltfolgen
Zur Beurteilung der Auswirkungen von Kampfmitteln auf die Meeresumwelt liegen bisher nur wenige Untersuchungen vor. In Deutschland hat das Ministerium für Landwirtschaft, Umwelt und ländliche Räume (MLUR) des Landes Schleswig-Holstein Analysen in Küstengewässern veranlasst und im September 2008 gemeinsam mit dem Innenministerium die „Arbeitsgruppe Munition“ eingerichtet. Sie soll die Erstellung eines umfassenden Lagebilds zu der in der deutschen Nord- und Ostsee lagernden Munition erstellen. In einem ersten Schritt wurde generell festgestellt, dass bei frei am Meeresboden liegender Munition das Problem der Korrosion und der allmählichen Schadstofffreisetzung besteht, dass jedoch eine signifikante Belastung der betroffenen Küstengewässer-Wasserkörper bzw. der Küstenmeere im Sinne der EG-Wasserrahmenrichtlinie (WRRL) bzw. der schleswig-holsteinischen Wasserrahmenrichtlinien-Verordnung durch die Munition derzeit noch nicht gesehen wird.
Durch fortschreitende Korrosion können demnach Munitionsinhaltstoffe freigesetzt werden. Laut Landesbehörden Schleswig-Holsteins geht dies aber mit einer voraussichtlich lokal begrenzten und nur in einem kleinen bzw. sehr kleinen Teil eines Wasserkörpers stattfindenden langsamen Schadstofffreisetzung einher. Letzteres hängt unter anderem mit dem sehr unterschiedlichen Korrosionszustand der einzelnen Munitionskörper zusammen. Nach den Untersuchungen ist der Zustand der versenkten Kampfmittel unterschiedlich und hängt von den physikochemischen Bedingungen am Versenkungsort, dem Material und der ursprünglichen Wandstärke der Munition ab. Chemische Wirkmittel gelten größtenteils als wassergefährdende Stoffe. Die meisten von ihnen weisen zusätzlich eine hohe Toxizität [für Mensch und Tier] und ein hohes ökotoxisches Potenzial auf, stehen insbesondere im Verdacht, krebserzeugende (kanzerogen), erbgutverändernde (mutagen), Fortpflanzungsfähigkeit beeinträchtigende bzw. das Kind im Mutterleib (reproduktionstoxisch) schädigende Wirkungen zu zeigen (→ CMR-Stoff). Die Möglichkeit einer Bioakkumulation, also der Anreicherung in allen Lebewesen einschließlich des Menschen, wird grundsätzlich nicht ausgeschlossen, konkrete wissenschaftliche Ergebnisse lagen jedoch 2011 nicht vor. Eine Dauerbeobachtung mit Monitoring der Meeresumwelt auf kampfmitteltypische chemische Verbindungen und deren Auswirkungen auf die Meeresökologie finde bisher nicht statt.
In diesem Gebiet liegen mindestens zwei Munitionsdepots. Im Jahr 2007 wurden im Bereich des Munitionsversenkungsgebietes Kolberger Heide Wasser- und Sedimentproben genommen. In diesem Bereich könnten ausweislich des Anhangs zwei der Bund Länder AG nach dem Krieg rund 18.000 Maritime Großsprengkörper versenkt worden sein. Obwohl bis in die jüngere Vergangenheit Munitionsvernichtungen vorgenommen wurden, dürfte noch eine erhebliche Anzahl von Großsprengkörpern in dem Bereich vorhanden sein.
Gewarnt wird aktuell jedoch vor den in der Ostsee liegenden, teils zerstörten Brandbomben aus dem Zweiten Weltkrieg vor allem im Bereich der Insel Usedom. Von Badegästen, Schnorchlern und Strandspaziergängern wird aus den Bomben stammender weißer Phosphor an den Stränden Usedoms auch in den letzten Jahren aufgefunden, der in seinem Erscheinungsbild als „Bernstein“ fehlinterpretiert und aufgesammelt werden kann. Dies führt zu Gefahrensituationen, da Phosphorbrocken sich nach erfolgter Trocknung von selbst entzünden, was zu Unfällen führt, die nicht ausreichend informierte Strandurlauber treffen.
Trinitrotoluol wird laut den Umweltverbänden NABU, der Gesellschaft zum Schutz der Meeressäugetiere und der Gesellschaft zur Rettung der Delphine in Sprengstoffpartikeln freigesetzt. Sie könnten von den Strömungen an Strände transportiert oder von Muscheln aufgenommen werden und damit in die Nahrungskette gelangen. Diese Gefahr ist bisher nicht untersucht worden.
Subaquatische Kampfstoffe waren überwiegend in der Zeit nach dem Zweiten Weltkrieg bis in die 60er Jahre für Unfälle und Zwischenfälle mit Todesfolge verantwortlich, danach nahmen die tödlichen Vorgänge ab. Bei Bauvorhaben wie dem Bau von Offshore-Anlagen, Pipeline-Verlegungen und Fahrrinnenanpassungen sowie bei der Fischerei mit Grundschleppnetzen bestehen jedoch weiterhin Gefahren.
Auch kommt es vor, dass Schießwolle angespült wird. Der letzte Vorfall dieser Art ereignete sich im Sommer 2012.

### Bergung
Die japanische Firma KOBELCO ist eines der wenigen existierenden Unternehmen der Welt, welches in der Lage ist, in bis zu 150 Metern Tiefe Chemiewaffenmunition professionell aus dem Meer zu bergen. Solch eine Munitionsbergung wurde in der Fahrrinne des Hafens von Tonda in der Präfektur Yamaguchi und in dessen weiterer Umgebung durchgeführt. Viele andere Staaten sind bislang nicht so weit gegangen wie Japan, Munition in größerem Maßstab aus dem Meer zu bergen und anschließend an Land unschädlich zu machen und zu entsorgen.

## Radioaktive Stoffe

### Verklappung radioaktiven Abfalls
Die erste Meeresentsorgung radioaktiver Abfälle fand 1946 etwa 80 km vor der Küste Kaliforniens im Nordostpazifik statt. In den darauffolgenden 48 Jahren entsorgten 13 Länder radioaktiven Abfälle mit einer Aktivität von insgesamt fast 140 Petabecquerel in den Weltmeeren. Diese Abfälle lassen sich in flüssige und feste schwach radioaktive Abfälle sowie Reaktordruckbehälter ohne oder mit beschädigtem Kernbrennstoff unterteilen. Etwa zwei Drittel der gesamten Radioaktivität stammen von sechs sowjetischen U-Boot-Reaktoren und der Abschirmung eines Atomeisbrecher-Reaktors, die mit beschädigtem Brennstoff in der arktischen Karasee entsorgt wurden. Das verbleibende Drittel wurde durch die Entsorgung verpackter, schwach radioaktiver Feststoffe im Nordostatlantik verursacht, hauptsächlich durch das Vereinigte Königreich und sieben weitere europäische Staaten. Von geringerer Bedeutung sind die Entsorgungen flüssiger und fester Abfälle in der Arktis und im Pazifik, die jeweils weniger als 1 % der weltweit entsorgten Radioaktivität ausmachen. Die Entsorgungen im Nordostatlantik begannen 1950 in kleinem Maßstab, stiegen dann stetig an und erreichten in den frühen 1980er Jahren mit 5 bis 7 PBq pro Jahr ihren Höhepunkt, bevor 1983 ein freiwilliges Moratorium für schwach radioaktive Abfälle eingeführt wurde. Die Arktis wurde als Entsorgungsgebiet von 1960 bis 1992 genutzt. Hochradioaktive Abfälle wurden vorwiegend vor Inkrafttreten der Londoner Konvention im Jahr 1975 versenkt, 1981 wurde allerdings ein U-Boot mit zwei Reaktoren samt Kernbrennstoff entsorgt. Der Pazifik wurden zwischen 1946 und 1993 verwendet. Während einige Länder nur sporadisch kleine Mengen ins Meer entsorgten, nutzten andere die Meeresentsorgung regelmäßig als Alternative zu landbasierten Methoden.
Laut Nuclear Energy Agency (NEA) und der IAEO haben 9 Staaten an 15 Stellen im Nordostatlantik bis 1982 insgesamt 114.726 Tonnen radioaktive Abfälle in 222.732 Fässern versenkt. Die versenkten Abfallbehälter waren nicht darauf ausgelegt, die Radionuklide dauerhaft am Meeresboden einzuschließen. Man ging davon aus, dass die Behälter im Laufe der Zeit ihre Dichtheit verlieren, wodurch Radionuklide freigesetzt, großräumig verdünnt und über längere Zeiträume abgebaut werden, bevor sie in Kontakt mit der menschlichen Umwelt gelangen können. Die Aktivitätskonzentrationen infolge des Fallouts von Kernwaffentests sind im Nordostatlantik vielfach höher. Im November 1993 wurde das zuvor geltende Moratorium durch ein dauerhaftes und uneingeschränktes Verbot der Entsorgung radioaktiver Abfälle im Meer ersetzt, das im Februar 1994 in Kraft trat. Seitdem herrscht weltweit Einigkeit darüber, dass radioaktive Abfälle sicher an Land endgelagert werden müssen.
Die Einleitung von radioaktiv belastetem Wasser aus kerntechnischen Anlagen in Gewässer ist weltweit nach wie vor ein gängiges Verfahren. Das Wasser wird zuvor behandelt, sodass es nur geringe Mengen radioaktiver Isotope enthält, insbesondere Tritium, das nicht vollständig entfernt werden kann. Die Freisetzung von Tritium liegt meist weit unter den festgelegten Grenzwerten. Signifikante Auswirkungen auf die Umwelt sind dabei nicht bekannt.

### Umweltfolgen
Nach Angaben der IAEO wurde bereits 1992 Plutonium in Fischen aus den Versenkungsgebieten nachgewiesen. Nach einem Bericht der internationalen Kommission zum Schutz der Meeresumwelt des Nordatlantiks (OSPAR) aus dem April 2010 wurden in Wasserproben, im Sediment und in Fischen aus den Versenkungsgebieten erhöhte Konzentrationen von Plutonium 238 nachgewiesen. An einigen Stellen waren auch die Konzentrationen von Plutonium 239, Plutonium 240, Americium 241 und Kohlenstoff 14 im Wasser erhöht. Das deute laut OSPAR auf undichte Fässer hin.
Das ARD-Politikmagazin „Report Mainz“ berichtete am 1. November 2011 über die Altlasten im Atlantik. Dieser Bericht löste Reaktionen im Deutschen Bundestag aus. Der Bund für Umwelt und Naturschutz Deutschland (BUND) forderte die Bundesregierung auf, die Rückholung der Atommüllfässer zu prüfen. Das Bundesumweltministerium sah „keinen Anlass zu regelmäßigen Überwachungen des Versenkungsgebietes.“ Die in den Fischen gemessenen Radioaktivitätskonzentrationen würden bei einem Verzehr nur „zu Dosen im Nanosievert-Bereich führen.“ Diese Dosis liegt weit unter der natürlichen Strahlenbelastung von Personen in Deutschland (effektive Dosis von 2,4 Millisievert pro Jahr).

## Verklappung von Chemikalien
Seit Januar 1990 ist die Verklappung von Dünnsäure in der Nordsee verboten.

## Versenkung von Off-shore-Plattformen in maritimen Gewässern
Weltweit werden nicht mehr genutzte Off-shore-Plattformen im Meer versenkt.
Allein im Golf von Mexiko müssen jährlich etwa 100 Ölplattformen entsorgt werden. Die Verschrottung an Land ist ziemlich teuer. Nachdem zum Beispiel die Ölfelder ausgeschöpft sind, besteht zumindest theoretisch die Möglichkeit, die Förderplattform zu versenken (vgl. z. B. Brent Spar) und auf diese Weise ein künstliches Korallenriff zu schaffen. Aufgrund der starken Verschmutzung einer solchen Industrieanlage ist dieser Weg der Entsorgung aber kaum umsetzbar, ohne die meistens schon belastete Umwelt weiter zu schädigen. Deswegen beschlossen die 15 Teilnehmerstaaten der OSPAR-Konferenz 1998 ein Versenkungsverbot für Ölplattformen im Nordatlantik.
Plattformen aus anderer Nutzung dürfen allerdings weiterhin versenkt werden.
Jürgen Rullkötter, Professor für Geochemie, hält einen kontrollierten Abbau aller Plattformen in der Nordsee für nicht möglich, da sie zu massiv konstruiert sind. Als Alternative wurde diskutiert, die Plattformen mit einer Folie und mit Sand zuzudecken und dann Gesteinsbrocken darauf zu versenken. Dies zögere die Umweltbelastung aber nur hinaus. Rullkötter weist darauf hin, dass in den Tanks noch Rückstände von Öl oder asphaltartigem Material seien, die man nicht ohne Weiteres abpumpen kann. Die Firma Shell will einige ihrer Bohrplattformen aus dem Brent-Ölfeld bis 2012 aufgeben (Brent Alpha, Bravo, Charly und Brent Delta) und versucht kostengünstige Lösungen für deren Entsorgung zu ermitteln.

## Rundfunkberichte
- Monika Seynsche: Versenkte Munition – Bomben in der Tiefe, Deutschlandfunk – „Wissenschaft im Brennpunkt“ vom 19. Juli 2015